# Dumitru Luca
Dumitru Luca (n.  ?) a fost un general român.

## Biografie
A absolvit Școala de Ofițeri „Nicolae Bălcescu” din Sibiu, promoția 23 august 1960.
Colonelul Dumitru Luca a fost înaintat la gradul de general-maior (cu o stea) la 11 ianuarie 1990. El a îndeplinit în perioada 20 iulie 1990 - 15 mai 1999 funcția de comandant al Comandamentului Național al Grănicerilor. În această perioadă a fost înaintat la gradul de general de divizie (cu 2 stele) la 22 noiembrie 1996. A fost trecut în rezervă la data de 3 februarie 2000.